# ميركو جيكوب
ميركو جيكوب (بالإيطالية: Mirko Giacobbe)‏ هو لاعب كرة قدم إيطالي في مركز الوسط، ولد في 26 يوليو 1992 في سان جورجو أ كريمانو في إيطاليا. لعب مع ASD Real Metapontino ‏.

## وصلات خارجية
- ميركو جيكوب على موقع قاعدة بيانات كرة القدم.إي يو (الإنجليزية)
- ميركو جيكوب على موقع Soccerway.com (الإنجليزية)